# Teorema di Banach-Caccioppoli
In matematica, il teorema di punto fisso di Banach-Caccioppoli, o teorema delle contrazioni, è un importante strumento nella teoria degli spazi metrici; garantisce l'esistenza e l'unicità di un punto fisso per determinate mappe di spazi metrici su sé stessi, e la sua dimostrazione fornisce un metodo costruttivo per trovarli. Il teorema prende il nome da Stefan Banach (1892-1945) e da Renato Caccioppoli (1904-1959), ed è stato formulato la prima volta da Banach nel 1922. Caccioppoli giungerà autonomamente a questo risultato nel 1931.

## Il teorema
Sia {\displaystyle (X,d)} uno spazio metrico. Si definisce contrazione una funzione {\displaystyle f\colon X\to X} tale che esiste una costante reale {\displaystyle 0\leq k<1} che soddisfa la seguente condizione:
{\displaystyle d(f(x),f(y))\leq k\,d(x,y),\quad \forall x,y\in X.}
Il più piccolo valore di {\displaystyle k} per cui vale tale condizione è detto costante di Lipschitz di {\displaystyle f}.

### Enunciato
Sia {\displaystyle (X,d)} uno spazio metrico completo non vuoto. Sia {\displaystyle T\colon X\to X} una contrazione su {\displaystyle X}. Allora la mappa {\displaystyle T} ammette uno e un solo punto fisso:
{\displaystyle x^{*}=T(x^{*}),\quad x^{*}\in X.}

## Dimostrazione
La dimostrazione si articola in due parti. Iniziamo ad occuparci della esistenza, poi ricaveremo l'unicità.
Sia definita una successione ricorrente (o successione delle iterate) come segue:
{\displaystyle x_{1}=T(x_{0}),\quad x_{2}=T(x_{1}),\quad \ldots ,\quad x_{n}=T(x_{n-1}).}
Sfruttiamo la metrica {\displaystyle d} e la proprietà di contrazione per valutare la distanza tra due punti successivi {\displaystyle x_{n},x_{n+1}}:
{\displaystyle d(x_{n},x_{n+1})=d(T(x_{n-1}),T(x_{n}))\leq k\;d(x_{n-1},x_{n})=k\;d(T(x_{n-2}),T(x_{n-1}))\leq k^{2}\;d(x_{n-2},x_{n-1})\;=k^{2}\;d(T(x_{n-3}),T(x_{n-2}))\leq \ldots \leq k^{n}\;d(x_{0},x_{1}).}
Prendiamo due numeri {\displaystyle m\,,n\in \mathbb {N} } tali che {\displaystyle m\leq n}: attraverso la disuguaglianza triangolare e la proprietà di cui sopra
{\displaystyle d(x_{n},x_{m})\leq d(x_{n},x_{n-1})+d(x_{n-1},x_{m})\leq \sum _{i=m}^{n-1}d(x_{i},x_{i+1})\leq d(x_{0},x_{1})\;\sum _{i=m}^{n-1}k^{i}=}
{\displaystyle =d(x_{0},x_{1})\;\sum _{i=0}^{n-m-1}k^{i+m}=k^{m}\;d(x_{0},x_{1})\;\sum _{i=0}^{n-m-1}k^{i}.}
Per {\displaystyle n\to \infty }, l'ultima è una serie geometrica che converge perché il termine generale è compreso tra {\displaystyle 0} e {\displaystyle 1}, quindi
{\displaystyle d(x_{n},x_{m})\leq d(x_{0},x_{1})\;{\frac {k^{n}}{1-k}}\;\rightarrow \;0\qquad \mathrm {per} \qquad n\rightarrow \infty }
ottenendo il criterio di Cauchy per le successioni. Passiamo ora dalla completezza dello spazio {\displaystyle X}, la quale garantisce l'esistenza di
{\displaystyle x^{*}=\lim _{n\rightarrow \infty }x_{n}.}
Poiché la {\displaystyle T} è un'applicazione continua, vale
{\displaystyle T(x^{*})=\lim _{n\rightarrow \infty }T(x_{n})=\lim _{n\rightarrow \infty }x_{n+1}=x^{*}.}
L'unicità si dimostra per assurdo: poniamo che esista un secondo punto {\displaystyle y*} tale che {\displaystyle T(y^{*})=y^{*}}
{\displaystyle d(x^{*},y^{*})\leq d(T(x^{*}),T(y^{*}))\leq k\;d(x^{*},y^{*})\quad \Rightarrow \quad k\geq 1}
che contraddice le ipotesi di partenza.
Il valore minimo di {\displaystyle k} è talvolta chiamato costante di Lipschitz.
Si osservi che la condizione {\displaystyle d(T(x),T(y))<d(x,y)} per {\displaystyle x} e {\displaystyle y} distinti (soddisfatta da funzioni contrattive) non è in generale sufficiente ad assicurare l'esistenza di un punto fisso, come è mostrato dalla mappa {\displaystyle T\colon [1,+\infty )\to [1,+\infty )} con {\displaystyle T(x)=x+1/x}, che non ha punti fissi. Tuttavia, se lo spazio {\displaystyle X} è compatto, allora questa assunzione più debole implica tutte le conclusioni del teorema.
Quando si usa il teorema in pratica, la parte più difficile è in genere definire {\displaystyle X} opportunamente in modo che {\displaystyle T} porti elementi da {\displaystyle X} a {\displaystyle X}, cioè che {\displaystyle T(x)} sia sempre un elemento di {\displaystyle X}.

## Corollario
Sotto le ipotesi su {\displaystyle X} del teorema precedente, se {\displaystyle T\colon X\to X} è una funzione tale che, per qualche {\displaystyle p} numero naturale l'iterata {\displaystyle T^{p}} è una contrazione, allora {\displaystyle T} ammette un unico punto fisso.

## Dimostrazione
Supponiamo che {\displaystyle x} sia punto fisso di {\displaystyle T^{p}}. Allora {\displaystyle T^{p}(x)=x} da cui, applicando T da entrambi i lati, si ha {\displaystyle T(T^{p}(x))=T(x)} e quindi {\displaystyle T^{p}(T(x))=T(x)}: anche {\displaystyle T(x)} è punto fisso per {\displaystyle T^{p}}. Ma, per il teorema precedente, {\displaystyle T^{p}} ha un unico punto fisso e quindi deve essere {\displaystyle T(x)=x}.

## Applicazioni
L'applicazione standard è nella dimostrazione del teorema di Picard-Lindelöf riguardo all'esistenza e all'unicità di soluzioni di determinate equazioni differenziali ordinarie. La soluzione cercata è espressa come un punto fisso di un opportuno operatore integrale che trasforma funzioni continue in funzioni continue. Il teorema del punto fisso di Banach-Caccioppoli è quindi usato per mostrare che questo operatore integrale ha un unico punto fisso.
Un'altra applicazione è una dimostrazione del teorema della funzione implicita in spazi di Banach.

## Inversi
Esistono molti teoremi inversi del teorema di punto fisso di Banach-Caccioppoli. Il seguente è dovuto a Czeslaw Bessaga, nel 1959:
Sia {\displaystyle f\colon X\to X} una mappa di un insieme tale che ogni iterata {\displaystyle f_{n}} ha un unico punto fisso. Sia {\displaystyle q} un numero reale, {\displaystyle 0<q<1}.  Allora esiste una metrica completa su {\displaystyle X} tale che {\displaystyle f} sia una contrazione, e {\displaystyle q} è la costante di contrazione.